# High Prairie
High Prairie è un comune (town) del Canada, situato nella regione settentrionale dell'Alberta.